# Abu Dali (Hama)
Abu Dali (arab. أبو دالي) – wieś w Syrii, w muhafazie Hama. W 2004 roku liczyła 288 mieszkańców.